# Topeka
Topeka – miasto w Stanach Zjednoczonych, stolica stanu Kansas, nad rzeką Kansas w hrabstwie Shawnee.
Założone w 1854 roku, stało się stolicą stanu po wejściu Kansas do Unii w 1861 roku.
"Topeka” oznacza „dobre miejsce do uprawy ziemniaków” w języku Indian Kanza i Iowa. Nazwa „ziemniak” w tym przypadku odnosi się do Psoralea esculenta ziół, które od wielu lat były ważnym pokarmem dla wielu tubylczych Amerykanów.
Jest najbardziej zaludnionym miastem w hrabstwie.
Ośrodek naukowo-kulturowy oraz handlowy regionu rolniczego. Węzeł komunikacyjny.
Miasto jest kolebką Ruchu Zielonoświątkowego.
Kwestia dowozu dzieci do szkół segregowanych rasowo stała się podstawą przełomowej sprawy sądowej Brown v. Board of Education. Werdykt Sądu Najwyższego w tej sprawie był początkiem końca segregacji rasowej w Stanach Zjednoczonych. 

## Zabytki
- neogotycka katedra
- domy i budowle reprezentacyjne z XIX w.

## Linki zewnętrzne

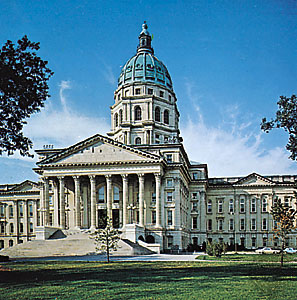
Topeka Capitol